# Golden Globe du meilleur acteur dans un film musical ou une comédie

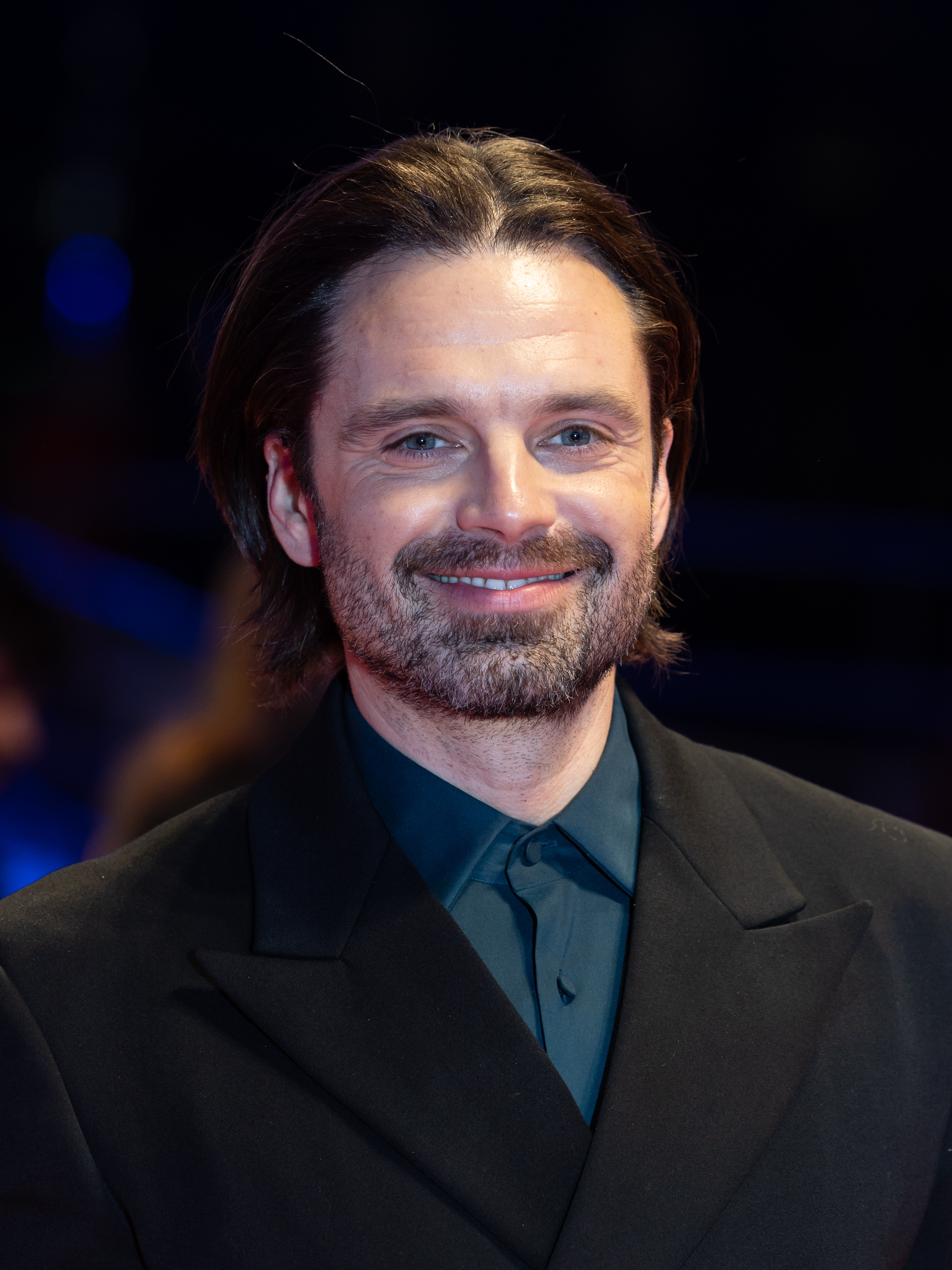
Photo de Sebastian Stan, récompensé en 2025 pour son rôle d'Edward dans A Different Man.

Le Golden Globe du meilleur acteur dans un film musical ou une comédie (Golden Globe Award for Best Actor – Motion Picture Musical or Comedy) est une récompense cinématographique décernée annuellement depuis 1951 par la Hollywood Foreign Press Association.
Cette récompense est née de la scission du Golden Globe du meilleur acteur décerné de 1944 à 1950.

## Palmarès
Note : le symbole « ♕ » rappelle le lauréat de l'Oscar du meilleur acteur la même année et le symbole « ♙ » rappelle le nommé pour l'Oscar du meilleur acteur la même année.

### Années 1950
- 1951 : Fred Astaire pour le rôle de Bert Kalmar dans Trois Petits Mots (Three Little Words)
  - Dan Dailey pour le rôle de William Kluggs dans Planqué malgré lui (When Willie Comes Marching Home)
  - Harold Lloyd pour le rôle de Harold Diddlebock dans Oh quel mercredi ! (Mad Wednesday)
- 1952 : Danny Kaye pour le rôle de Jack Martin / Henri Duran dans Sur la Riviera (On the Riviera)
  - Bing Crosby pour le rôle de Pete Garvey dans Si l'on mariait papa (Here Comes the Groom)
  - Gene Kelly pour le rôle de Jerry Mulligan dans Un Américain à Paris (An American in Paris)
- 1953 : Donald O'Connor pour le rôle de Cosmo Brown dans Chantons sous la pluie (Singin' in the Rain)
  - Danny Kaye pour le rôle de Hans Christian Andersen dans Hans Christian Andersen et la Danseuse (Hans Christian Andersen)
  - Clifton Webb pour le rôle de John Philip Sousa dans La Parade de la gloire (Star and Stripes Forever)
- 1954 : David Niven pour le rôle de David Slater dans La Lune était bleue (The Moon is Blue)
- 1955 : James Mason pour le rôle de Norman Maine dans Une étoile est née (A Star Is Born) ♙
- 1956 : Tom Ewell pour le rôle de Richard Sherman dans Sept Ans de réflexion (Seven Year Itch)
- 1957 : Cantinflas pour le rôle de Passepartout dans Le Tour du monde en quatre-vingts jours (Around the World in Eighty Days)
  - Marlon Brando pour le rôle de Sakini dans La Petite Maison de thé (The Teahouse of the August Moon)
  - Yul Brynner pour le rôle du roi Rama IV dans Le Roi et moi (The King and I)
  - Glenn Ford pour le rôle du Capitaine Fisby dans La Petite Maison de thé (The Teahouse of the August Moon)
  - Danny Kaye pour le rôle d'Hubert Hawkins dans Le Bouffon du roi (The Court Jester)
- 1958 : Frank Sinatra pour le rôle de Joey Evans dans La Blonde ou la Rousse (Pal Joey)
  - Maurice Chevalier pour le rôle de Claude Chavasse dans Ariane (Love in the Afternoon)
  - Glenn Ford pour le rôle du Lt. Max Siegel dans Prenez garde à la flotte (Don't Go Near the Water)
  - David Niven pour le rôle de Godfrey Smith dans Mon homme Godfrey (My Man Godfrey)
  - Tony Randall pour le rôle de Rockwell P. Hunter / Lui-même / Lover Doll dans La Blonde explosive (Will Success Spoil Rock Hunter?)
- 1959 : Danny Kaye pour le rôle de S.L. Jacobowsky dans Moi et le colonel (Me and the Colonel)
  - Maurice Chevalier pour le rôle d'Honoré Lachaille dans Gigi
  - Clark Gable pour le rôle de James Gannon / James Gallangher dans Le Chouchou du professeur (Teacher's Pet)
  - Cary Grant pour le rôle de Philip Adams dans Indiscret (Indiscreet)
  - Louis Jourdan pour le rôle de Gaston Lachaille dans Gigi

### Années 1960
- 1960 : Jack Lemmon pour le rôle de Jerry, Géraldine et Daphné dans Certains l'aiment chaud (Some Like It Hot) ♙
  - Clark Gable pour le rôle de Russell "Russ" Ward dans La Vie à belles dents (But Not For Me)
  - Cary Grant pour le rôle du Lt-Cmd/Vice-Amiral Matt T. Sherman dans Opération Jupons (Operation Petticoat)
  - Dean Martin pour le rôle de Michael Haney dans Qui était donc cette dame ? (Who Was That Lady?)
  - Sidney Poitier pour le rôle de Porgy dans Porgy and Bess
- 1961 : Jack Lemmon pour le rôle de Calvin Clifford « C.C. » Baxter dans La Garçonnière (The Apartment) ♙
  - Dirk Bogarde pour le rôle de Franz Liszt dans Le Bal des adieux (Song Without End)
  - Cantinflas pour le rôle de Pepe dans Pepe
  - Cary Grant pour le rôle de Lord Victor Rhyall dans Ailleurs l'herbe est plus verte (The Grass Is Greener)
  - Bob Hope pour le rôle de Larry Gilbert dans Voulez-vous pêcher avec moi ? (The Facts of Life)
- 1962 : Glenn Ford pour le rôle de Dave le gandin dans Milliardaire pour un jour (Pocketful of Miracles)
  - Fred Astaire pour le rôle de Biddeford 'Pogo' Poole dans Mon Séducteur de père (The Pleasure of His Company)
  - Richard Beymer pour le rôle de Tony dans West Side Story
  - Bob Hope pour le rôle d'Adam J. Niles dans L'Américaine et l'Amour (Bachelor in Paradise)
  - Fred MacMurray pour le rôle du Prof. Ned Brainard dans Monte là-d'ssus (The Absent-Minded Professor)
- 1963 : Marcello Mastroianni pour le rôle de Ferdinando Cefalù dans Divorce à l'italienne (Divorzio all'italiana) ♙
  - Alberto Sordi pour le rôle du Capitaine Blasi dans Le Meilleur Ennemi (The Best of Enemies)
  - Stephen Boyd pour le rôle de Sam Rawlins dans La Plus Belle Fille du monde (Billy Rose's Jumbo)
  - Jimmy Durante pour le rôle de Anthony 'Pop' Wonder dans La Plus Belle Fille du monde (Billy Rose's Jumbo)
  - Karl Malden pour le rôle d'Herbie Sommers dans Gypsy, Vénus de Broadway (Gypsy)
  - James Stewart pour le rôle de Roger Hobbs dans M. Hobbs prend des vacances (Mr. Hobbs Takes a Vacation)
  - Robert Preston pour le rôle d'Harold Hill dans The Music Man
  - Charlton Heston pour le rôle du Capt. Paul MacDougall/Benny the Snatch/Narrateur dans Le Pigeon qui sauva Rome (The Pigeon That Took Rome)
  - Cary Grant pour le rôle de Philip Shayne dans Un soupçon de vison (That Touch of Mink)
- 1964 : Alberto Sordi pour le rôle d'Amedeo Ferretti dans L'Amour à la suédoise (Il diavolo)
  - Cary Grant pour le rôle de Brian Cruikshank dans Charade
  - Frank Sinatra pour le rôle d'Alan Baker dans T'es plus dans la course, papa ! (Come Blow Your Horn)
  - Jack Lemmon pour le rôle de Nestor Patou, Lord X dans Irma la Douce (Irma La Douce)
  - Jonathan Winters pour le rôle de Lennie Pike dans Un monde fou, fou, fou, fou (It's a Mad, Mad, Mad, Mad World)
  - Terry-Thomas pour le rôle de Maurice Spender dans La Souris sur la Lune (The Mouse on the Moon)
  - Albert Finney pour le rôle de Tom Jones dans Tom Jones
  - Jack Lemmon pour le rôle d'Hogan dans Oui ou non avant le mariage ? (Under the Yum Yum Tree)
  - James Garner pour le rôle d'Henry Tyroon dans The Wheeler Dealers
- 1965 : Rex Harrison pour le rôle du Professeur Henry Higgins dans My Fair Lady ♕
  - Dick Van Dyke pour le rôle de Bert / Mr Dawes Sr. dans Mary Poppins
  - Marcello Mastroianni pour le rôle de Domenico Soriano dans Mariage à l'italienne (Matrimonio all'italiana)
  - Peter Sellers pour le rôle de l'inspecteur Jacques Clouseau dans La Panthère rose (The Pink Panther)
  - Peter Ustinov pour le rôle d'Arthur Simon Simpson dans Topkapi
- 1966 : Lee Marvin pour le rôle de Kid Shelleen / Tim Strawn dans Cat Ballou ♕
  - Jason Robards pour le rôle de Murray N. Burns dans Des clowns par milliers (A Thousand Clowns)
  - Jerry Lewis pour le rôle de Robert Reed dans Boeing Boeing
  - Jack Lemmon pour le rôle du Professeur Fatalitas dans La Grande Course autour du monde (The Great Race)
  - Alberto Sordi pour le rôle du Comte Emilio Ponticelli dans Ces merveilleux fous volants dans leurs drôles de machines (Magnificent Men in their Flying Machines, or How I Flew from London to Paris in 25 Hours and 11 Minutes)
- 1967 : Alan Arkin pour le rôle du Lt. Rozanov dans Les Russes arrivent (The Russians are Coming, The Russians are Coming) ♙
  - Walter Matthau pour le rôle de Willie Gingrich dans La Grande Combine (The Fortune Cookie)
  - Lionel Jeffries pour le rôle de Stanley Farquhar dans The Spy with a Cold Nose
  - Michael Caine pour le rôle de Harry Tristan Dean dans Un hold-up extraordinaire (Gambit)
  - Alan Bates pour le rôle de Jos Jones dans Georgy Girl
- 1968 : Richard Harris pour le rôle du roi Arthur dans Camelot
  - Richard Burton pour le rôle de Petruchio dans La Mégère apprivoisée (The Taming of the Shrew)
  - Dustin Hoffman pour le rôle de Benjamin Braddock dans Le Lauréat (The Graduate)
  - Ugo Tognazzi pour le rôle de Sergio Masini dans Beaucoup trop pour un seul homme
  - Rex Harrison pour le rôle du Dr John Dolittle dans L'Extravagant Docteur Dolittle (Doctor Dolittle)
- 1969 : Ron Moody pour le rôle de Fagin dans Oliver ! ♙
  - Walter Matthau pour le rôle d'Oscar Madison dans Drôle de couple (The Odd Couple)
  - Fred Astaire pour le rôle de Finian McLonergan dans La Vallée du bonheur (Finian's Rainbow)
  - Jack Lemmon pour le rôle de Felix Ungar dans Drôle de couple (The Odd Couple)
  - Zero Mostel pour le rôle de Max Bialystock dans Les Producteurs (The Producers)

### Années 1970
- 1970 : Peter O'Toole pour le rôle d'Arthur Chipping dans Goodbye, Mr. Chips ♙
  - Dustin Hoffman pour le rôle de John dans John et Mary (John and Mary)
  - Lee Marvin pour le rôle de Ben Rumson dans La Kermesse de l'Ouest (Paint Your Wagon)
  - Steve McQueen pour le rôle de Boon Hogganbeck dans Reivers (The Reivers)
  - Anthony Quinn pour le rôle d'Italo Bombolini dans Le Secret de Santa Vittoria (The Secret of Santa Vittoria)
- 1971 : Albert Finney pour le rôle d'Ebenezer Scrooge dans Scrooge
  - Elliott Gould pour le rôle du Capt. John Francis Xavier "Trapper John" McIntyre dans MASH (M*A*S*H)
  - Donald Sutherland pour le rôle du Capt. Benjamin Franklin "Œil de lynx" Pierce dans MASH (M*A*S*H)
  - Richard Benjamin pour le rôle de Jonathan Balser dans Journal intime d'une femme mariée (Diary of a Mad Housewife)
  - Jack Lemmon pour le rôle de George Kellerman dans Escapade à New York (The Out-of-Towners)
- 1972 : Topol pour le rôle de Tevye dans Un violon sur le toit (Fiddler on the Roof) ♙
  - Bud Cort pour le rôle d"Harold Chasen dans Harold et Maude (Harold and Maude)
  - Dean Jones pour le rôle du Professeur Albert Dooley dans La Cane aux œufs d'or (The Million Dollar Duck)
  - Walter Matthau pour le rôle de Joseph P. Kotcher dans Kotch
  - Gene Wilder pour le rôle de Willy Wonka dans Charlie et la Chocolaterie (Willy Wonka & the Chocolate Factory)
- 1973 : Jack Lemmon pour le rôle de Wendell Armbruster, Jr. dans Avanti!
  - Edward Albert pour le rôle de Don Baker dans Butterflies Are Free
  - Charles Grodin pour le rôle de Lenny Cantrow dans Le Brise-cœur (The Heartbreak Kid)
  - Walter Matthau pour le rôle de Pete dans Peter et Tillie (Pete 'n' Tillie)
  - Peter O'Toole pour le rôle de Don Quixote de La Manch… dans L'Homme de la Manche (Man of La Mancha)
- 1974 : George Segal pour le rôle de Steven 'Steve' Blackburn dans Une maîtresse dans les bras, une femme sur le dos (A Touch of Class)
  - Richard Dreyfuss pour le rôle de Curt Henderson dans American Graffiti
  - Carl Anderson pour le rôle de Judas Iscariote dans Jesus Christ Superstar
  - Ted Neeley pour le rôle de Jésus dans Jesus Christ Superstar
  - Ryan O'Neal pour le rôle de Moses Pray dans La Barbe à papa (Paper Moon)
- 1975 : Art Carney pour le rôle de Harry Coombes dans Harry et Tonto (Harry and Tonto) ♕
  - James Earl Jones pour le rôle de Roop dans Claudine
  - Jack Lemmon pour le rôle d'Hildy Johnson dans Spéciale Première (The Front Page)
  - Walter Matthau pour le rôle de Walter Burns dans Spéciale Première (The Front Page)
  - Burt Reynolds pour le rôle de Paul Crewe dans Plein la gueule (The Longest Yard)
- 1976 : George Burns pour le rôle d'Al Lewis dans Ennemis comme avant (The Sunshine Boys) et Walter Matthau pour le rôle de Willy Clark dans Ennemis comme avant (The Sunshine Boys) ♙
  - James Caan pour le rôle de Billy Rose dans Funny Lady
  - Peter Sellers pour le rôle de l'inspecteur Jacques Clouseau dans Le Retour de la panthère rose (The Return of the Pink Panther)
  - Warren Beatty pour le rôle de George Roundy dans Shampoo
- 1977 : Kris Kristofferson pour le rôle de John Norman Howard dans Une étoile est née (A Star Is Born)
  - Jack Weston pour le rôle de Gaetano Proclo dans The Ritz
  - Mel Brooks pour le rôle de Mel Funn dans La Dernière Folie de Mel Brooks (Silent movie)
  - Peter Sellers pour le rôle du Commissaire Divisionnaire Jacques Clouseau dans Quand la panthère rose s'emmêle (The Pink Panther Strikes Again)
  - Gene Wilder pour le rôle de George Caldwell dans Transamerica Express (Silver Streak)
- 1978 : Richard Dreyfuss pour le rôle d'Elliot Garfield dans Adieu, je reste (The Goodbye Girl) ♕
  - Woody Allen pour le rôle d'Alvy Singer dans Annie Hall ♙
  - Mel Brooks pour le rôle du Dr Richard H. Thorndyke dans Le Grand Frisson (High Anxiety)
  - Robert De Niro pour le rôle de Jimmy Doyle dans New York, New York
  - John Travolta pour le rôle de Tony Manero dans La Fièvre du samedi soir (Saturday Night Fever) ♙
- 1979 : Warren Beatty pour le rôle de Joe Pendleton dans Le Ciel peut attendre (Heaven Can Wait) ♙
  - Gary Busey pour le rôle de Buddy Holly dans The Buddy Holly Story ♙
  - Chevy Chase pour le rôle de Tony Carlson dans Drôle d'embrouille (Foul Play)
  - John Travolta pour le rôle de Danny Zuko dans Grease
  - George C. Scott pour le rôle de Gloves Malloy / Spats Baxter dans Folie Folie (Movie Movie)
  - Alan Alda pour le rôle de George dans Même heure, l'année prochaine (Same Time, Next Year)

### Années 1980
- 1980 : Peter Sellers pour le rôle de Chauncey "Chance" Gardiner dans Bienvenue, mister Chance (Being There) ♙
  - George Hamilton pour le rôle du Conte Dracula dans Le Vampire de ces dames (Love at First Bite)
  - Dudley Moore pour le rôle de George Webber dans Elle (10)
  - Burt Reynolds pour le rôle de Phil Potter dans Merci d'avoir été ma femme (Starting Over)
  - Roy Scheider pour le rôle de Joe Gideon dans Que le spectacle commence (All That Jazz)
- 1981 : Ray Sharkey pour le rôle de Vincent "Vinnie" Vacarri dans Le Temps du rock'n'roll (The Idolmaker)
  - Neil Diamond pour le rôle de Jess Robin dans Le Chanteur de jazz (The Jazz Singer)
  - Tommy Lee Jones pour le rôle de Doolittle 'Mooney' Lynn ou 'Doo' dans Nashville Lady (Coal Miner's Daughter)
  - Walter Matthau pour le rôle de Miles Kendig/James Butler… dans Jeux d'espions (Hopscotch)
  - Paul Le Mat pour le rôle de Melvin Dummar dans Melvin and Howard
- 1982 : Dudley Moore pour le rôle d'Arthur Bach dans Arthur ♙
  - Alan Alda pour le rôle de Jack Burroughs dans Les Quatre Saisons (The Four Seasons)
  - George Hamilton pour le rôle de Don Diego de la Vega/Bunny Wigglesworth... dans La Grande Zorro (Zorro, The Gay Blade)
  - Steve Martin pour le rôle d'Arthur dans Tout l'or du ciel (Pennies from Heaven)
  - Walter Matthau pour le rôle de Dan Snow dans First Monday in October
- 1983 : Dustin Hoffman pour le rôle de Michael Dorsey / Dorothy Michaels dans Tootsie ♙
  - Peter O'Toole pour le rôle d'Alan Swann dans Où est passée mon idole ? (My Favorite Year)
  - Al Pacino pour le rôle d'Ivan Travalian dans Avec les compliments de l'auteur (Author! Author!)
  - Robert Preston pour le rôle de Carroll "Toddy" Todd dans Victor Victoria
  - Henry Winkler pour le rôle de Chuck Lumley dans Les Croque-morts en folie (Night Shift)
- 1984 : Michael Caine pour le rôle du Dr Frank Bryant dans L'Éducation de Rita (Educating Rita) ♙
  - Woody Allen pour le rôle de Leonard Zelig dans Zelig
  - Tom Cruise pour le rôle de Joel Goodson dans Risky Business
  - Eddie Murphy pour le rôle de Billy Ray Valentine dans Un fauteuil pour deux (Trading Places)
  - Mandy Patinkin pour le rôle d'Avigdor dans Yentl
- 1985 : Dudley Moore pour le rôle de Rob Salinger dans Micki et Maude (Micki & Maude)
  - Steve Martin pour le rôle de Roger Cobb dans Solo pour deux (All of Me)
  - Eddie Murphy pour le rôle d'Axel Foley dans Le Flic de Beverly Hills (Beverly Hills Cop)
  - Bill Murray pour le rôle du Dr Peter Venkman dans SOS Fantômes (Ghostbusters)
  - Robin Williams pour le rôle de Vladimir Ivanoff dans Moscou à New York (Moscow on the Hudson)
- 1986 : Jack Nicholson pour le rôle de Charley Partanna dans L'Honneur des Prizzi (Prizzi's Honor) ♙
  - James Garner pour le rôle de Murphy Jones dans Murphy's Romance
  - Griffin Dunne pour le rôle de Paul Hackett dans After Hours
  - Michael J. Fox pour le rôle de Marty McFly dans Retour vers le futur (Back to the Future)
  - Jeff Daniels pour le rôle de Tom Baxter / Gil Shepherd dans La Rose pourpre du Caire (The Purple Rose of Cairo)
- 1987 : Paul Hogan pour le rôle de Michael J. "Crocodile" Dundee dans Crocodile Dundee
  - Matthew Broderick pour le rôle de Ferris Bueller dans La Folle Journée de Ferris Bueller (Ferris Bueller's Day Off)
  - Jeff Daniels pour le rôle de Charles Driggs dans Dangereuse sous tous rapports (Something Wild)
  - Danny DeVito pour le rôle de Sam Stone dans Y a-t-il quelqu'un pour tuer ma femme ? (Ruthless People)
  - Jack Lemmon pour le rôle d'Harvey Fairchild dans That's Life!
- 1988 : Robin Williams pour le rôle d'Adrian Cronauer dans Good Morning, Vietnam ♙
  - Nicolas Cage pour le rôle de Ronny Cammareri dans Éclair de lune (Moonstruck)
  - Danny DeVito pour le rôle d'Owen dans Balance Maman hors du train (Throw Momma from the Train)
  - William Hurt pour le rôle de Tom Grunick dans Broadcast News
  - Steve Martin pour le rôle de C.D. Bales dans Roxanne
  - Patrick Swayze pour le rôle de Johnny Castle dans Dirty Dancing
- 1989 : Tom Hanks pour le rôle de Josh Baskin dans Big ♙
  - Michael Caine pour le rôle de Lawrence Jamieson dans Le plus escroc des deux (Dirty Rotten Scoundrels)
  - John Cleese pour le rôle d'Archie Leach dans Un poisson nommé Wanda (A Fish Called Wanda)
  - Robert De Niro pour le rôle de Jack Walsh dans Midnight Run
  - Bob Hoskins pour le rôle d'Eddie Valiant dans Qui veut la peau de Roger Rabbit (Who Framed Roger Rabbit)

### Années 1990
- 1990 : Morgan Freeman pour le rôle d'Hoke Colburn dans Miss Daisy et son chauffeur (Driving Miss Daisy) ♙
  - Billy Crystal pour le rôle de Harry Burns dans Quand Harry rencontre Sally (When Harry Met Sally)
  - Michael Douglas pour le rôle d'Oliver Rose dans La Guerre des Rose (The War of the Roses)
  - Steve Martin pour le rôle de Gil Buckman dans Portrait craché d'une famille modèle (Parenthood)
  - Jack Nicholson pour le rôle de Jack Napier / Le Joker dans Batman
- 1991 : Gérard Depardieu pour le rôle de Georges Fauré dans Green Card
  - Macaulay Culkin pour le rôle de Kevin McCallister dans Maman, j'ai raté l'avion (Home Alone)
  - Johnny Depp pour le rôle d'Edward dans Edward aux mains d'argent (Edward Scissorhands)
  - Richard Gere pour le rôle d'Edward Lewis dans Pretty Woman
  - Patrick Swayze pour le rôle de Sam Wheat dans Ghost
- 1992 : Robin Williams pour le rôle de Parry dans The Fisher King : Le Roi pêcheur (The Fisher King) ♙
  - Billy Crystal pour le rôle de Mitch Robbins dans La Vie, l'Amour, les Vaches (City Slickers)
  - Dustin Hoffman pour le rôle du Capitaine James Crochet dans Hook ou la Revanche du capitaine Crochet (Hook)
  - Kevin Kline pour le rôle de Jeffrey Anderson / Dr. Rod Randal dans La télé lave plus propre (Soapdish)
  - Jeff Bridges pour le rôle de Jack Lucas dans The Fisher King : Le Roi pêcheur (The Fisher King)
- 1993 : Tim Robbins pour le rôle de Griffin Mill dans The Player
  - Tim Robbins pour le rôle de Bob Roberts dans Bob Roberts
  - Nicolas Cage pour le rôle de Jack Singer dans Lune de miel à Las Vegas (Honeymoon In Vegas)
  - Billy Crystal pour le rôle de Buddy Young, Jr. dans Mr. Saturday Night
  - Marcello Mastroianni pour le rôle de Joe Meledandri dans Used People
- 1994 : Robin Williams pour le rôle de Daniel Hillard / Mrs. Euphegenia Doubtfire dans Madame Doubtfire (Mrs. Doubtfire)
  - Johnny Depp pour le rôle de Sam dans Benny and Joon
  - Tom Hanks pour le rôle de Sam Baldwin dans Nuits blanches à Seattle (Sleepless in Seattle)
  - Kevin Kline pour le rôle de Dave Kovic / Président William "Bill" Mitchell dans Président d'un jour (Dave)
  - Colm Meaney pour le rôle de Dessie Curley dans The Snapper
- 1995 : Hugh Grant pour le rôle de Charles dans Quatre mariages et un enterrement (Four Weddings and a Funeral)
  - Jim Carrey pour le rôle de Stanley Ipkiss dans The Mask
  - Johnny Depp pour le rôle de Ed Wood dans Ed Wood
  - Arnold Schwarzenegger pour le rôle du Dr Alex Hesse dans Junior
  - Terence Stamp pour le rôle de Bernadette / Ralph dans Priscilla, folle du désert (The Adventures Of Priscilla, Queen Of The Desert)
- 1996 : John Travolta pour le rôle de Chili Palmer dans Get Shorty
  - Steve Martin pour le rôle de George Banks dans Le Père de la mariée 2 (Father of the Bride Part II)
  - Harrison Ford pour le rôle de Linus Larrabee dans Sabrina
  - Michael Douglas pour le rôle du Président Andrew Shepherd dans Le Président et Miss Wade (The American President)
  - Patrick Swayze pour le rôle de Vida Boheme dans Extravagances (To Wong Foo Thanks for Everything, Julie Newmar)
- 1997 : Tom Cruise pour le rôle de Jerry Maguire dans Jerry Maguire ♙
  - Antonio Banderas pour le rôle de Ché dans Evita
  - Kevin Costner pour le rôle de Roy "Tin Cup" McAvoy dans Tin Cup
  - Nathan Lane pour le rôle d'Albert Goldman dans Birdcage
  - Eddie Murphy pour le rôle du Professeur Sherman Klump dans Le Professeur Foldingue (The Nutty Professor)
- 1998 : Jack Nicholson pour le rôle de Melvin Udall dans Pour le pire et pour le meilleur (As Good As It Gets) ♕
  - Jim Carrey pour le rôle de Fletcher Reede dans Menteur, menteur (Liar Liar)
  - Dustin Hoffman pour le rôle de Stanley Motss dans Des hommes d'influence (Wag the Dog) ♙
  - Samuel L. Jackson pour le rôle d'Ordell Robbie dans Jackie Brown
  - Kevin Kline pour le rôle de Howard Brackett dans In and Out
- 1999 : Michael Caine pour le rôle de  dans Little Voice
  - Antonio Banderas pour le rôle de Alejandro Murieta dans Le Masque de Zorro (The Mask of Zorro)
  - Tom Hanks pour le rôle de Joe Fox dans Vous avez un message (You've Got Mail)
  - John Travolta pour le rôle de Jack Stanton dans Primary Colors
  - Robin Williams pour le rôle du Dr Hunter « Patch » Adams dans Docteur Patch (Patch Adams)

### Années 2000
- 2000 : Jim Carrey pour le rôle d'Andy Kaufman dans Man on the Moon
  - Robert De Niro pour le rôle de Paul Vitti dans Mafia Blues (Analyze This)
  - Rupert Everett pour le rôle de Lord Arthur Goring dans Un mari idéal (An Ideal Husband)
  - Hugh Grant pour le rôle de William Thacker dans Coup de foudre à Notting Hill (Notting Hill)
  - Sean Penn pour le rôle d'Emmet Ray  dans Accords et Désaccords (Sweet and Lowdown) ♙
- 2001 : George Clooney pour le rôle d'Ulysses Everett McGill dans O'Brother (O Brother dans Where Art Thou?)
  - Jim Carrey pour le rôle du Grinch dans Le Grinch (How the Grinch Stole Christmas)
  - John Cusack pour le rôle de Rob Gordon dans High Fidelity
  - Robert De Niro pour le rôle de Jack Byrnes dans Mon beau-père et moi (Meet the Parents)
  - Mel Gibson pour le rôle de Nick Marshall dans Ce que veulent les femmes (What Women Want)
- 2002 : Gene Hackman pour le rôle de Royal Tenenbaum dans La Famille Tenenbaum (The Royal Tenenbaums)
  - Hugh Jackman pour le rôle de Léopold dans  Kate et Léopold (Kate & Leopold)
  - Ewan McGregor pour le rôle de Christian dans  Moulin Rouge
  - John Cameron Mitchell pour le rôle de Hansel Schmidt / Hedwig dans Hedwig and the Angry Inch
  - Billy Bob Thornton pour le rôle de Terry Lee Collins dans  Bandits
- 2003 : Richard Gere pour le rôle de Billy Flynn dans Chicago
  - Nicolas Cage pour le rôle de Charlie/Donald Kaufman dans Adaptation.
  - Kieran Culkin pour le rôle de Jason "Igby" Slocumb dans Igby (Igby Goes Down)
  - Hugh Grant pour le rôle de Will Freeman dans Pour un garçon (About a Boy)
  - Adam Sandler pour le rôle de Barry Egan dans Punch-Drunk Love
- 2004 : Bill Murray pour le rôle de Bob Harris dans Lost in Translation ♙
  - Jack Black pour le rôle de Dewey Finn dans Rock Academy (School of Rock)
  - Johnny Depp pour le rôle du Capitaine Jack Sparrow dans Pirates des Caraïbes : La Malédiction du Black Pearl (Pirates of the Caribbean: The Curse of the Black Pearl) ♙
  - Jack Nicholson pour le rôle de Harry Sanborn dans Tout peut arriver (Something's Gotta Give)
  - Billy Bob Thornton pour le rôle de Willie Stokes dans Bad Santa
- 2005 : Jamie Foxx pour le rôle de Ray Charles dans Ray ♕
  - Jim Carrey pour le rôle de Joel Barish dans Eternal Sunshine of the Spotless Mind
  - Paul Giamatti pour le rôle de Miles Raymond dans Sideways
  - Kevin Kline pour le rôle de Cole Porter dans De-Lovely
  - Kevin Spacey pour le rôle de Bobby Darin dans Beyond the Sea
- 2006 : Joaquin Phoenix pour le rôle de Johnny Cash dans Walk the Line ♙
  - Pierce Brosnan pour le rôle de Julian Noble dans The Matador
  - Jeff Daniels pour le rôle de Bernard Berkman dans Les Berkman se séparent (The Squid and the Whale)
  - Johnny Depp pour le rôle de Willy Wonka dans Charlie et la Chocolaterie (Charlie and the Chocolate Factory)
  - Nathan Lane pour le rôle de Max Bialystock dans Les Producteurs (The Producers)
  - Cillian Murphy pour le rôle de Patrick "Kitten" Brady dans Breakfast on Pluto
- 2007 : Sacha Baron Cohen pour le rôle de Borat Sagdiyev dans Borat, leçons culturelles sur l'Amérique au profit glorieuse nation Kazakhstan (Borat: Cultural Learnings of America for Make Benefit Glorious Nation of Kazakhstan)
  - Johnny Depp pour le rôle du Capitaine Jack Sparrow dans Pirates des Caraïbes : Le Secret du coffre maudit (Pirates des Caraïbes : Le Secret du coffre maudit)
  - Aaron Eckhart pour le rôle de Nick Naylor dans Thank You for Smoking
  - Chiwetel Ejiofor pour le rôle de Lola dans Kinky Boots
  - Will Ferrell pour le rôle de Harold Crick dans L'Incroyable Destin de Harold Crick (Stranger Than Fiction)
- 2008 : Johnny Depp pour le rôle de Sweeney Todd dans Sweeney Todd : Le Diabolique Barbier de Fleet Street (Sweeney Todd: The Demon Barber Of Fleet Street) ♙
  - Ryan Gosling pour le rôle de Lars Lindstrom dans Une fiancée pas comme les autres (Lars and The Real Girl)
  - Tom Hanks pour le rôle de Charlie Wilson dans La Guerre selon Charlie Wilson (Charlie Wilson's War)
  - Philip Seymour Hoffman pour le rôle de Jon Savage dans La Famille Savage (The Savages)
  - John C. Reilly pour le rôle de Dewey Cox dans Walk Hard - L'histoire de Dewey Cox (Walk Hard: The Dewey Cox Story)
- 2009 : Colin Farrell pour le rôle de Ray dans Bons baisers de Bruges (In Bruges)
  - Javier Bardem pour le rôle de Juan Antonio dans Vicky Cristina Barcelona
  - James Franco pour le rôle de Saul Silver dans Délire express (Pineapple Express)
  - Brendan Gleeson pour le rôle de Ken dans Bons baisers de Bruges (In Bruges)
  - Dustin Hoffman pour le rôle de Harvey Shine dans Last Chance for Love

### Années 2010
- 2010[1] : Robert Downey Jr. pour le rôle de Sherlock Holmes dans Sherlock Holmes
  - Matt Damon pour le rôle de Mark Whitacre dans The Informant!
  - Daniel Day-Lewis pour le rôle de Guido Contini dans Nine
  - Joseph Gordon-Levitt pour le rôle de Tom Hanson dans (500) jours ensemble ((500) Days of Summer)
  - Michael Stuhlbarg pour le rôle de Larry Gopnik dans A Serious Man
- 2011[2] : Paul Giamatti pour le rôle de Barney Panofsky dans Barney's Version
  - Johnny Depp pour le rôle du Chapelier fou dans Alice au pays des merveilles (Alice in Wonderland)
  - Johnny Depp pour le rôle de Frank Taylor dans The Tourist
  - Jake Gyllenhaal pour le rôle de Jamie Randall dans Love, et autres drogues (Love and Other Drugs)
  - Kevin Spacey pour le rôle de Jack Abramoff  dans Casino Jack
- 2012[3] : Jean Dujardin pour le rôle de George Valentin dans The Artist ♕
  - Brendan Gleeson pour le rôle de Gerry Boyle dans L'Irlandais (The Guard)
  - Joseph Gordon-Levitt pour le rôle d'Adam Lerner dans 50/50
  - Ryan Gosling pour le rôle de Jacob Palmer dans Crazy, Stupid, Love
  - Owen Wilson pour le rôle de Gil Pender dans Minuit à Paris (Midnight in Paris)
- 2013 : Hugh Jackman pour le rôle de Jean Valjean dans Les Misérables ♙
  - Jack Black pour le rôle de Bernie Tiede dans Bernie
  - Bradley Cooper pour le rôle de Pat Solitano dans Happiness Therapy (Silver Linings Playbook) ♙
  - Ewan McGregor pour le rôle de Fred Jones dans Des saumons dans le désert (Salmon Fishing In The Yemen)
  - Bill Murray pour le rôle de Franklin D. Roosevelt dans Hyde Park on Hudson
- 2014 : Leonardo DiCaprio pour le rôle de Jordan Belfort dans Le Loup de Wall Street (The Wolf of Wall Street) ♙
  - Christian Bale pour le rôle de Irving Rosenfeld dans American Bluff (American Hustle) ♙
  - Bruce Dern pour le rôle de Woody Grant dans Nebraska ♙
  - Oscar Isaac pour le rôle de Llewyn Davis dans Inside Llewyn Davis
  - Joaquin Phoenix pour le rôle de Theodore dans Her
- 2015[4] : Michael Keaton pour le rôle de Riggan Thomson dans Birdman ♙
  - Ralph Fiennes pour le rôle de Monsieur Gustave H. dans The Grand Budapest Hotel
  - Bill Murray pour le rôle de Vincent MacKenna dans St. Vincent
  - Joaquin Phoenix pour le rôle de Larry « Doc » Sportello dans Inherent Vice
  - Christoph Waltz pour le rôle de Walter Keane dans Big Eyes
- 2016 : Matt Damon pour le rôle de Mark Watney dans Seul sur Mars (The Martian) ♙
  - Christian Bale pour le rôle de Michael Burry dans The Big Short : Le Casse du siècle (The Big Short)
  - Steve Carell pour le rôle de Mark Baum dans The Big Short : Le Casse du siècle (The Big Short)
  - Al Pacino pour le rôle de Danny Collins dans Danny Collins
  - Mark Ruffalo pour le rôle de Cameron Stuart dans Daddy Cool (Infinitely Polar Bear)
- 2017 : Ryan Gosling pour le rôle de Sebastian dans La La Land ♙
  - Colin Farrell pour le rôle de David dans The Lobster
  - Hugh Grant pour le rôle de St. Clair Bayfield dans Florence Foster Jenkins
  - Jonah Hill pour le rôle de Efraim Diveroli dans War Dogs
  - Ryan Reynolds pour le rôle de Wade Wilson dans Deadpool
- 2018 : James Franco pour le rôle de Tommy Wiseau dans The Disaster Artist
  - Steve Carell pour le rôle de Bobby Riggs dans Battle of the Sexes
  - Ansel Elgort pour le rôle de Baby / Miles dans Baby Driver
  - Hugh Jackman pour le rôle de P. T. Barnum dans The Greatest Showman
  - Daniel Kaluuya pour le rôle de Chris Washington dans Get Out
- 2019 : Christian Bale pour le rôle de Dick Cheney dans Vice ♙
  - Lin-Manuel Miranda pour le rôle de Jack dans Le Retour de Mary Poppins (Mary Poppins Returns)
  - Viggo Mortensen pour le rôle de Tony Lip dans Green Book
  - Robert Redford pour le rôle de Forrest Tucker dans The Old Man and The Gun
  - John C. Reilly pour le rôle de Oliver Hardy dans Stan and Ollie

### Années 2020
- 2020 : Taron Egerton pour le rôle d'Elton John dans Rocketman
  - Daniel Craig pour le rôle de Benoit Blanc dans À couteaux tirés (Knives Out)
  - Roman Griffin Davis pour le rôle de Johannes "Jojo Rabbit" Betzler dans Jojo Rabbit
  - Leonardo DiCaprio pour le rôle de Rick Dalton dans Once Upon a Time in Hollywood
  - Eddie Murphy pour le rôle de Rudy Ray Moore dans Dolemite Is My Name
- 2021 : Sacha Baron Cohen pour le rôle de Borat dans Borat, nouvelle mission filmée (Borat Subsequent Moviefilm: Delivery of Prodigious Bribe to American Regime for Make Benefit Once Glorious Nation of Kazakhstan)
  - James Corden pour le rôle de Barry Glickman dans The Prom
  - Lin-Manuel Miranda pour le rôle d'Alexander Hamilton dans Hamilton
  - Dev Patel pour le rôle de David Copperfield dans The Personal History of David Copperfield
  - Andy Samberg pour le rôle de Nyles dans Palm Springs
- 2022 : Andrew Garfield pour le rôle de Jonathan Larson dans Tick, Tick... Boom! 
  - Leonardo DiCaprio pour le rôle du Dr Randall Mindy dans Don't Look Up : Déni cosmique
  - Peter Dinklage pour le rôle de Cyrano de Bergerac dans Cyrano
  - Cooper Hoffman pour le rôle de Gary Valentine dans Licorice Pizza
  - Anthony Ramos pour le rôle d'Usnavi de la Vega dans D'où l'on vient (In the Heights)
- 2023 : Colin Farrell pour le rôle de Pádraic Súilleabháin dans Les Banshees d'Inisherin (The Banshees of Inisherin)
  - Diego Calva pour le rôle de Manny Torres dans Babylon
  - Daniel Craig pour le rôle de Benoit Blanc dans Glass Onion : Une histoire à couteaux tirés (Glass Onion: A Knives Out Mystery)
  - Adam Driver pour le rôle de Jack Gladney dans White Noise
  - Ralph Fiennes pour le rôle de Julian Slowik dans Le Menu (The Menu)

- 2024 : Paul Giamatti pour le rôle de Paul Hunham dans Winter Break (The Holdovers)
  - Nicolas Cage pour le rôle de Paul Matthews dans Dream Scenario
  - Timothée Chalamet pour le rôle de Willy Wonka dans Wonka
  - Matt Damon pour le rôle de Sonny Vaccaro dans Air
  - Joaquin Phoenix pour le rôle de Beau Wasserman dans Beau Is Afraid
  - Jeffrey Wright pour le rôle de Thelonius « Monk » Ellis dans American Fiction

- 2025 : Sebastian Stan pour le rôle d'Edward dans A Different Man
  - Jesse Eisenberg pour le rôle de David Kaplan dans A Real Pain
  - Hugh Grant pour le rôle de M. Reed dans Heretic
  - Gabriel LaBelle pour le rôle de Lorne Michaels dans Saturday Night
  - Jesse Plemons pour les rôles de Robert, Daniel et Andrew dans Kinds of Kindness
  - Glen Powell pour le rôle Gary Johnson dans Hit Man

## Récompenses multiples
- 3 : Jack Lemmon, Robin Williams
- 2 : Sacha Baron Cohen, Michael Caine, Colin Farrell, Danny Kaye, Dudley Moore, Jack Nicholson,

## Nominations multiples
- 10 : Jack Lemmon
- 9 : Johnny Depp
- 8 : Walter Matthau
- 6 : Dustin Hoffman
- 5 : Jim Carrey, Cary Grant, Steve Martin, Robin Williams
- 4 : Michael Caine, Robert De Niro, Hugh Grant, Danny Kaye, Kevin Kline, Bill Murray, Jack Nicholson, Peter O'Toole, Peter Sellers, John Travolta
- 3 : Christian Bale, Warren Beatty, Nicolas Cage, Billy Crystal, Jeff Daniels, Albert Finney, Ryan Gosling, Tom Hanks, Bob Hope, Hugh Jackman, Marcello Mastroianni, Dudley Moore, Eddie Murphy, Joaquin Phoenix, Patrick Swayze
- 2 : Alan Alda, Woody Allen, Fred Astaire, Antonio Banderas, Sacha Baron Cohen, Jack Black, Mel Brooks, Steve Carell, Bing Crosby, Tom Cruise, Matt Damon, Danny DeVito, Michael Douglas, Richard Dreyfuss, Colin Farrell, James Franco, Clark Gable, James Garner, Richard Gere, Paul Giamatti, Brendan Gleeson, Joseph Gordon-Levitt, Charles Grodin, George Hamilton, Rex Harrison, Charlton Heston, Nathan Lane, Harold Lloyd, Lee Marvin, James Mason, Ewan McGregor, David Niven, Al Pacino, Robert Preston, Burt Reynolds, Tim Robbins, Alberto Sordi, Kevin Spacey, Billy Bob Thornton, Gene Wilder, Lin-Manuel Miranda